# Uranophora lena
Uranophora lena là một loài bướm đêm thuộc phân họ Arctiinae, họ Erebidae.